# Беккариа, Камилла
Камилла Беккариа (итал. Camilla Beccaria; ?, Павия — 1340 год, Мантуя) — супруга народного капитана Мантуи Гвидо из рода Гонзага. Из знатного рода Беккариа.

## Биография
Камилла была родом из Павии и происходила из знатного рода Беккариа. В 1340 году вышла замуж за Гвидо Гонзага народного капитана Мантуи. Детей у них не было так как вскоре после свадьбы она умерла. Гвидо Гонзага в том же году женился на Беатрис де Бар.

## Семья и дети
Муж: Гвидо Гонзага (1290 — 22 сентября 1369 года).
Детей у них не было.